# Solomon Kwambe
Solomon Kwambe (Benue, 30 settembre 1993) è un calciatore nigeriano, difensore del Lobi Stars.

## Carriera

### Club
Kwambe gioca attualmente nella massima serie nigeriana per il Sunshine Stars dopo aver militato nel Plateau United.

### Nazionale
Ha fatto il proprio debutto internazionale per la Nigeria nel 2012. È stato tra i 23 convocati della Nigeria per la FIFA Confederations Cup 2013.